# Ivar Sundbom
Ivar Natanael Sundbom, född 13 november 1895 i Stoby församling i dåvarande Kristianstads län, död 19 februari 1964 i Göteborgs Johannebergs församling, var en svensk friidrottare samt senare nationalekonom och professor.

## Bakgrund och studier
Ivar Sundbom föddes i Stoby i Skåne, men flyttade tidigt med familjen till Jönköping i Småland. Hans far, predikanten Carl Sundbom, blev så småningom distriktssekreterare i Svenska Baptistförbundet och modern hette Anna Sundbom, ogift Bergengren.
Efter studentexamen i Jönköping 1915 bedrev han akademiska studier i Göteborg; han blev filosofie kandidat där 1920, filosofie licentiat 1925 och filosofie doktor 1933.

## Idrottskarriär
Ivar Sundbom var i unga år en framgångsrik friidrottare inom (stående höjdhopp och stående längdhopp). Han tävlade först för Huskvarna IF (år 1913) i hembygden och senare för klubben Örgryte IS sedan han kommit till Göteborg. Han vann SM i stående höjdhopp åren 1919 till 1921 samt i stående längdhopp år 1920. 

## Karriär som nationalekonom
Sundbom blev docent i nationalekonomi vid Göteborgs högskola 1936, professor i nationalekonomi med statistik vid Göteborgs handelshögskola 1949 och i nationalekonomi vid Göteborgs universitet från 1953. Han var extra ordinarie lärare vid Holmqvists handelsinstitut 1925–1935 samt lektor i nationalekonomi och handelslära vid Göteborgs Handelsinstitut 1937–1949.
Han var också politiskt verksam och satt i stadsfullmäktige 1948–1950. Vidare var han styrelseledamot i AB Göteborgs bostäder från 1949, vice ordförande i Göteborgs stads yrkesskola från 1951, inspektör vid Göteborgs Handelsinstitut från 1954 och ledamot av statens samhällsvetenskapliga forskningsråd 1954–1957. År 1950 blev han ledamot av Kungliga Vetenskaps- och Vitterhetssamhället i Göteborg (LVVS).
I egenskap av nationalekonom gav han också ut ett antal böcker samt författade uppsatser som publicerades i tidskrifter.

## Familj
År 1926 gifte sig Ivar Sundbom med Gertrud Geisler (1900–1991) som var dotter till kriminalinspektören Paul Geisler och Bertha Czemper, Berlin. Makarna Sundbom är begravda på Västra kyrkogården i Göteborg.